# Contea di Angelina
La contea di Angelina (in inglese Angelina County) è una contea dello Stato del Texas, negli Stati Uniti. La popolazione al censimento del 2010 era di 86 771 abitanti. Il capoluogo di contea è Lufkin. La contea è stata costituita nel 1846 dalla Contea di Nacogdoches. Prende il nome da una donna nativa americana Hasinai che aveva assistito i primi missionari spagnoli, e che era stata da loro chiamata Angelina.

## Geografia fisica
Secondo l'Ufficio del censimento degli Stati Uniti d'America la contea ha un'area totale di 865 miglia quadre (2 240 km²), di cui 798 miglia quadre (2 070 km²) sono costituite da terra ferma, e 67 miglia quadre (170 km²) sono costituite dall'acqua.

### Contee adiacenti
- Nacogdoches County (nord)
- San Augustine County (nord-est)
- Jasper County (sud-est)
- Tyler County (sud)
- Polk County (sud-ovest)
- Trinity County(ovest)
- Houston County (ovest)
- Cherokee County (nord-ovest)

### Aree protette
Angelina National Forest

## Amministrazione
John Nova Lomax del Houston Press ha detto che i residenti di Angelina County "erano, e sono, una razza autosufficiente, bravi con le mani, senza mezzi termini onesti e diffidenti di ogni autorità centrale". Nel 1861, Angelina County ha votato contro la secessione dagli Stati Uniti. Era l'unica contea del Texas orientale a farlo. Sempre John Nova Lomax del Houston Press ha detto "questa peculiarità elettorale ha continuato a vivere attraverso tutto il XX secolo". Angelina County è stata la sede del potere di Charlie Wilson, un politico etichettato come "il liberale da Lufkin."
Tuttora rappresentante della contea è il repubblicano Trent Ashby, eletto per il suo primo mandato nel 2012.
Lo sceriffo della contea è Greg Sanches.

## Società

### Evoluzione demografica
| Anno | Popolazione |
| ---- | ----------- |
| 1870 | 3 985       |
| 1880 | 5 239       |
| 1890 | 6 306       |
| 1900 | 13 481      |
| 1910 | 17 705      |
| 1930 | 27 803      |
| 1950 | 36 032      |
| 1960 | 39 814      |
| 1980 | 64 172      |
| 1986 | 67 600      |
| 1990 | 69 884      |
| 1991 | 71 601      |
| 1993 | 74 343      |
| 1998 | 77 616      |
| 2000 | 80 130      |
| 2010 | 86 771      |
| 2015 | 88 255      |

Secondo il censimento del 2000, c'erano 80,130 persone, 28,685 nuclei familiari e 21,255 famiglie residenti nella città. La densità di popolazione era di 100 persone per miglio quadrato (39/km²). C'erano 32,435 unità abitative a una densità media di 40 per miglio quadrato (16/km²). La composizione etnica della città era formata dal 75,10% di bianchi, il 14,72% di neri o afroamericani, lo 0,67% di asiatici, il 7,77% di altre razze, e l'1,42% di due o più etnie. Ispanici o latinos di qualunque razza erano il 14,35% della popolazione.
C'erano 28,685 nuclei familiari di cui il 36,10% aveva figli di età inferiore ai 18 anni, il 57,80% erano coppie sposate conviventi, il 12,30% aveva un capofamiglia femmina senza marito, e il 25,90% erano non-famiglie. Il 22,80% di tutti i nuclei familiari erano individuali e il 9,80% aveva componenti con un'età di 65 anni o più che vivevano da soli. Il numero di componenti medio di un nucleo familiare era di 2,70 e quello di una famiglia era di 3,18.

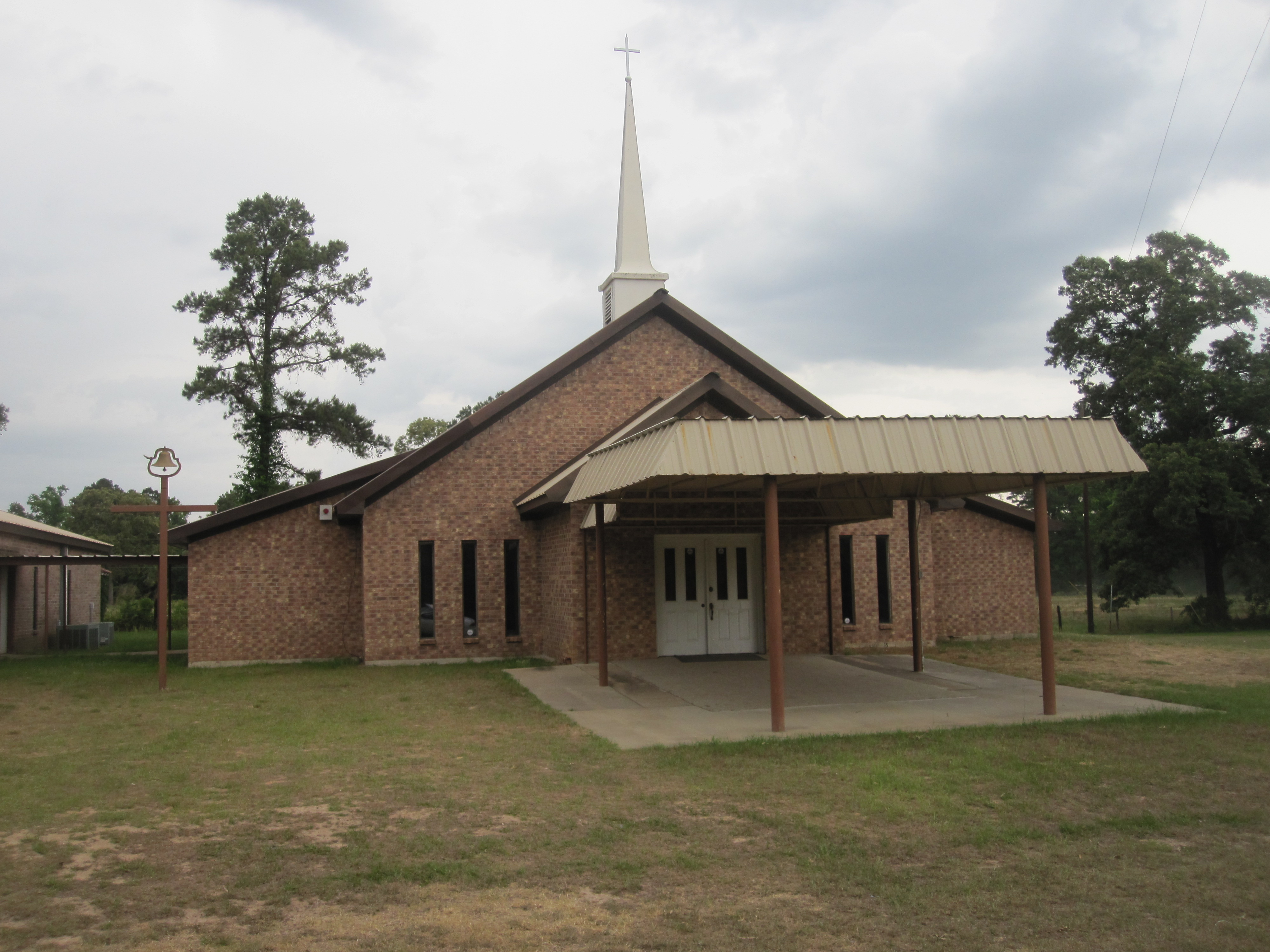
Immagine della Redtown Missionary Baptist Church

La popolazione era composta dal 27,70% di persone sotto i 18 anni, il 9,70% di persone dai 18 ai 24 anni, il 28,60% di persone dai 25 ai 44 anni, il 21,50% di persone dai 45 ai 64 anni, e il 12,60% di persone di 65 anni o più. L'età media era di 34 anni. Per ogni 100 femmine c'erano 96,40 maschi. Per ogni 100 femmine dai 18 anni in su, c'erano 93,70 maschi.
Il reddito medio di un nucleo familiare era di 33,806 dollari, e quello di una famiglia era di 39,505 dollari. I maschi avevano un reddito medio di 30,373 dollari contro i 20,221 dollari delle femmine. Il reddito pro capite era di 15,876 dollari. Circa il 12,40% delle famiglie e il 15,80% della popolazione erano sotto la soglia di povertà, incluso il 21,90% di persone sotto i 18 anni e il 12,30% di persone di 65 anni o più.

## Istruzione
Nella contea si trova l'Angelina College. La Stephen F. Austin State University si trova nella vicina città di Nacogdoches (situata nella omonima contea). Le altre scuole di Angelina sono:
- Central Independent School District
- Colmesneil Independent School District
- Diboll Independent School District
- Hudson Independent School District
- Huntington Independent School District
- Lufkin Independent School District
- Wells Independent School District
- Zavalla Independent School District

## Infrastrutture e trasporti

### Strade principali
- U.S. Highway 59
- Interstate 69 (in costruzione)
- U.S. Highway 69
- State Highway 7
- State Highway 63
- State Highway 94
- State Highway 103
- State Highway 147
- Farm to Market Road 1818

### Aeroporti
L'Angelina County Airport si trova a sette miglia a sud ovest di Lufkin.

## Comunità

### Città
- Burke
- Diboll
- Hudson
- Huntington
- Lufkin (capoluogo di contea)
- Zavalla

### Census-designated place
- Redland

### Comunità non incorporate
- Alco
- Bald Hill
- Beulah
- Cedar Grove
- Central
- Clawson
- Davisville
- Dolan
- Dunagan
- Durant
- Ewing
- Herty
- Homer
- Jonesville
- Marion
- Moffitt
- Oak Flat
- Peavy
- Platt
- Pollok
- Prairie Grove
- Redtown
- Rocky Springs
- Shady Grove
- Shawnee
- Shawnee Prairie
- Thomas Crossing
- Woodlawn